# Método Lasheras
El método Lasheras, también llamado de intervalos de error, es un procedimiento de navegación sobre carta que permite calcular el rumbo y la intensidad horaria de una corriente marina desconocida conociendo la situación de partida, el rumbo (sea éste verdadero o de superficie) y la velocidad de barco, así como dos demoras a tierra no simultáneas.
El método toma su nombre del marino guipuzcoano Jesús Lasheras Mercadal, autor de manuales de navegación usados en las escuelas navales militares españolas en la segunda mitad del siglo XX.

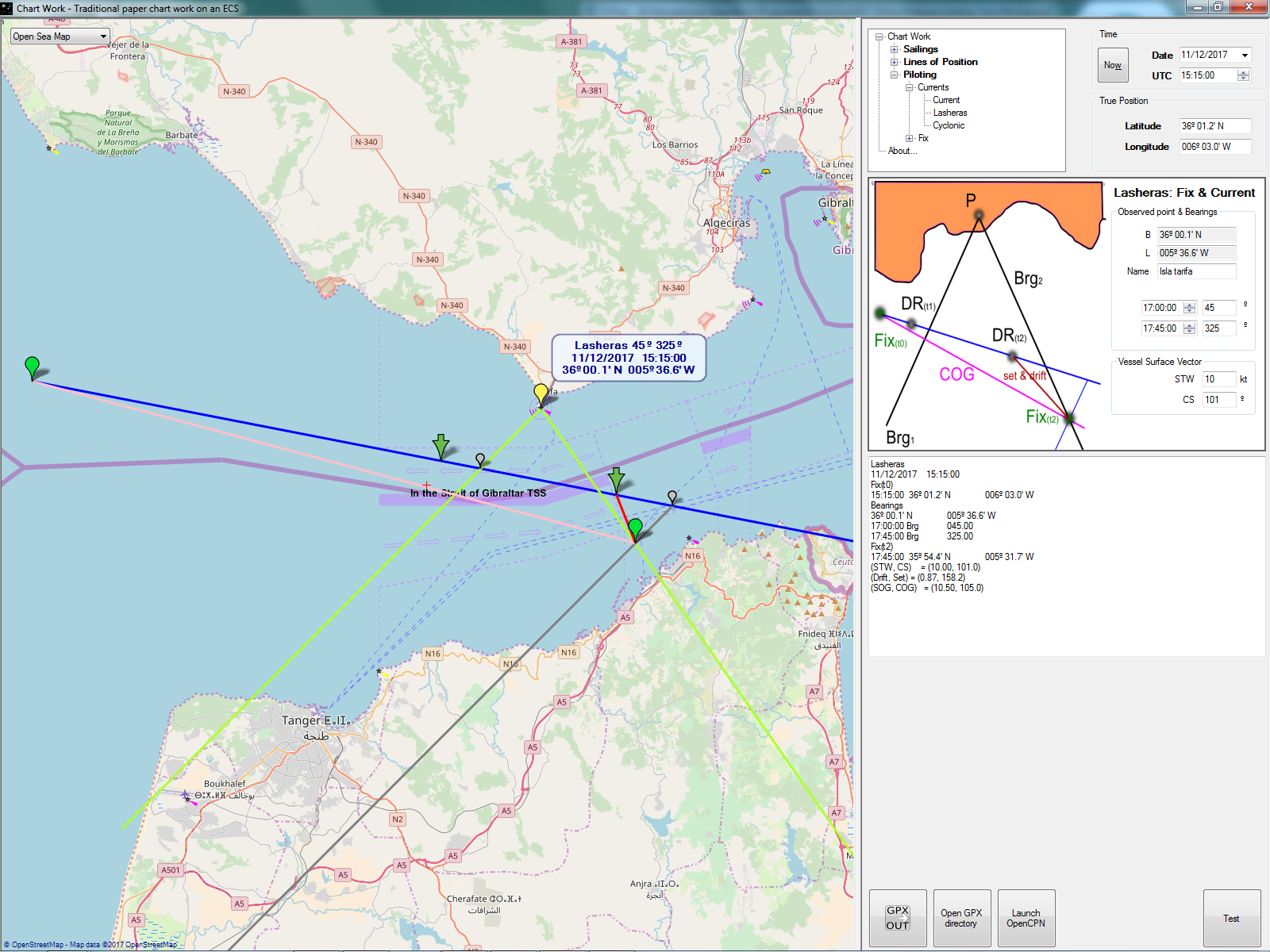
Navigational Algorithms - ChartWork: Solución Lasheras al problema página 106 del libro "Ejercicios de navegación costera. Fisure Lanza. ISBN: 978-84-457-2512-2”

## Procedimiento (variante simplificada)
1. Se traza sobre la carta el rumbo supuesto en ausencia de corriente (sea éste verdadero o de superficie) y se marcan en él las situaciones supuestas en que se encontrará el barco a la hora en que se toman las dos demoras: S1 y S2. Se dibujan en carta las dos demoras verdaderas prolongando sus líneas hasta cortar la línea del rumbo supuesto.
2. Se mide el efecto de la deriva en la primera demora, midiendo la distancia entre la primera situación estimada (S1) y el punto en que la línea de la primera demora corta el rumbo.
3. Se traslada esta deriva sobre la segunda situación estimada (S2) mediante una regla de tres. Si en el tiempo en que se ha alcanzado S1, se ha producido una demora sobre el rumbo supuesto de E millas, a partir de S2 se habrá producido una demora sobre el rumbo supuesto de X. Se marca esta distancia desde S2 en el rumbo supuesto en la misma dirección que E.
4. Dibujamos una línea paralela a la línea de la primera demora que corte el rumbo supuesto en X, y la prolongamos hasta que corte la línea de la segunda demora.
5. Nuestra situación verdadera (Sv) a la hora de la segunda demora es el punto de corte entre esta paralela y la línea de la segunda demora.
6. Para conocer el rumbo y la intensidad horaria de la corriente marina, trazamos una recta que una la segunda situación estimada (S2) y la situación verdadera (Sv). Medimos con el transportador la los grados que se separa esta línea del norte verdadero y obtenemos el rumbo de la corriente. Medimos la distancia en millas entre ambos puntos, y esta distancia es la deriva (d). Dividimos la deriva (d) entre el tiempo de navegación desde el punto de partida a la situación actual, y la cifra que resulta es la intensidad horaria de la corriente (Ihc) expresada en nudos.